# Collier-Range-Nationalpark
Der Collier-Range-Nationalpark (englisch Collier Range National Park) ist ein 2351 km² großer Nationalpark in der Pilbararegion im Nordwesten von Western Australia, Australien. Er liegt etwa 160 km südlich von Newman am Great Northern Highway. Mulgas, Mulla-Mullas und Spinifexgras bestimmen die Vegetation. Im Park gibt es keine Besuchereinrichtungen und er kann nur mit Allradfahrzeugen besucht werden.